# Episodi di Inside No. 9
La serie televisiva antologica Inside No. 9 si compone di nove stagioni da sei episodi l'una, trasmesse dal 2014 al 2024 (ad eccezione dello speciale natalizio The Devil of Christmas, trasmesso il 27 dicembre 2016, e il primo episodio dell'ottava stagione andato in onda il 22 dicembre 2022), con una pausa nel 2019.
| Stagione | Titolo originale               | Titolo italiano | Prima TV Regno Unito | Prima TV Italia |
| -------- | ------------------------------ | --------------- | -------------------- | --------------- |
| 1        | Sardine                        |                 | 5 febbraio 2014      | inedito         |
| 1        | A Quiet Night In               |                 | 12 febbraio 2014     |                 |
| 1        | Tom & Gerri                    |                 | 19 febbraio 2014     |                 |
| 1        | Last Gasp                      |                 | 26 febbraio 2014     |                 |
| 1        | The Understudy                 |                 | 5 marzo 2014         |                 |
| 1        | The Harrowing                  |                 | 12 marzo 2014        |                 |
| Speciale | The Inventors                  |                 | 12 febbraio 2014     |                 |
| 2        | La Couchette                   |                 | 26 marzo 2015        |                 |
| 2        | The 12 Days of Christine       |                 | 2 aprile 2015        |                 |
| 2        | The Trial of Elizabeth Gadge   |                 | 9 aprile 2015        |                 |
| 2        | Cold Comfort                   |                 | 16 aprile 2015       |                 |
| 2        | Nana's Party                   |                 | 23 aprile 2015       |                 |
| 2        | Séance Time                    |                 | 30 aprile 2015       |                 |
| 3        | The Devil of Christmas         |                 | 27 dicembre 2016     |                 |
| 3        | The Bill                       |                 | 21 febbraio 2017     |                 |
| 3        | The Riddle of the Sphinx       |                 | 28 febbraio 2017     |                 |
| 3        | Empty Orchestra                |                 | 7 marzo 2017         |                 |
| 3        | Diddle Diddle Dumpling         |                 | 14 marzo 2017        |                 |
| 3        | Private View                   |                 | 21 marzo 2017        |                 |
| 4        | Zanzibar                       |                 | 2 gennaio 2018       |                 |
| 4        | Bernie Clifton's Dressing Room |                 | 9 gennaio 2018       |                 |
| 4        | Once Removed                   |                 | 16 gennaio 2018      |                 |
| 4        | To Have and to Hold            |                 | 23 gennaio 2018      |                 |
| 4        | And The Winner Is...           |                 | 30 gennaio 2018      |                 |
| 4        | Tempting Fate                  |                 | 6 febbraio 2018      |                 |
| Speciale | Dead Line                      |                 | 28 ottobre 2018      |                 |
| 5        | The Referee's a W***er         |                 | 3 febbraio 2020      |                 |
| 5        | Death Be Not Proud             |                 | 10 febbraio 2020     |                 |
| 5        | Love's Great Adventure         |                 | 17 febbraio 2020     |                 |
| 5        | Misdirection                   |                 | 24 febbraio 2018     |                 |
| 5        | Thinking Out Loud              |                 | 2 marzo 2020         |                 |
| 5        | The Stakeout                   |                 | 9 marzo 2020         |                 |
| 6        | Wuthering Heist                |                 | 10 maggio 2021       |                 |
| 6        | Simon Says                     |                 | 17 maggio 2021       |                 |
| 6        | Lip Service                    |                 | 24 maggio 2021       |                 |
| 6        | Hurry Up And Wait              |                 | 31 maggio 2021       |                 |
| 6        | How Do You Plead?              |                 | 7 giugno 2021        |                 |
| 6        | Last Night Of The Proms        |                 | 14 giugno 2020       |                 |
| 7        | Merrily, Merrily               |                 | 20 aprile 2022       |                 |
| 7        | Mr. King                       |                 | 27 aprile 2022       |                 |
| 7        | Nine Lives Kat                 |                 | 11 maggio 2022       |                 |
| 7        | Kid/Nap                        |                 | 10 maggio 2022       |                 |
| 7        | A Random Act Of Kindness       |                 | 25 maggio 2022       |                 |
| 7        | Wise Owl                       |                 | 1 giugno 2022        |                 |
| 8        | The Bones Of St. Nicholas      |                 | 22 dicembre 2022     |                 |
| 8        | Mother's Ruin                  |                 | 27 aprile 2023       |                 |
| 8        | Paraskevidekatriaphobia        |                 | 4 maggio 2023        |                 |
| 8        | Love Is A Stranger             |                 | 11 maggio 2023       |                 |
| 8        | 3 By 3                         |                 | 18 maggio 2023       |                 |
| 8        | The Last Weekend               |                 | 25 maggio 2023       |                 |
| 9        | Boo Too A Goose                |                 | 8 maggio 2024        |                 |
| 9        | The Trolley Problem            |                 | 15 maggio 2024       |                 |
| 9        | Mulberry Close                 |                 | 22 maggio 2024       |                 |
| 9        | CTRL, ALT, ESC                 |                 | 29 maggio 2024       |                 |
| 9        | Curse Of The Ninth             |                 | 5 giugno 2024        |                 |
| 9        | Plodding On                    |                 | 12 giugno 2024       | -               |

## Stagione 1

### Sardines
Rebecca (Katherine Parkinson) e Jeremy (Ben Willbond) sono alla festa di fidanzamento alla casa padronale della famiglia di Rebecca. Gli ospiti si intrattengono con il gioco di società "Sardine" (una variante di nascondino in cui una persona si nasconde e gli altri giocatori dovranno unirsi a loro nel loro nascondiglio, una volta trovatisi), ma quando tutti finiscono stipati in un armadio insieme, i loro antichi segreti e insicurezze iniziano a rivelarsi. Nel cast troviamo anche Steve Pemberton, Reece Shearsmith, Anna Chancellor, Tim Key, Anne Reid, Timothy West, Ophelia Lovibond, Marc Wootton, Julian Rhind-Tutt e Luke Pasqualino.

### A Quiet Night In
Una coppia sfortunata di ladri, Eddie (Steve Pemberton) e Ray (Reece Shearsmith), irrompono di nascosto in una casa di lusso di un vecchio e ricco uomo (Denis Lawson) per cercare di rubare un dipinto assai costoso senza cercare di essere notati. Nel cast presenziano anche Oona Chaplin e Kayvan Novak. Le musiche nella puntata sono Piano Concerto No. 2 di Sergej Vasil'evič Rachmaninov e la versione di "Without You" di Harry Nilsson. L'episodio si caratterizza anche per l'assenza di dialoghi, tranne che per una battuta pronunciata verso la fine.

### Tom & Gerri
Tom (Reece Shearsmith) è un insegnante di scuola elementare frustrato e aspirante scrittore. Una notte, un senzatetto di nome Migg (Steve Pemberton) restituisce il portafoglio perso a Tom, e quest'ultimo per mostrare la sua gratitudine lo invita nel suo appartamento. Tuttavia, egli diventa presto vittima della sua stessa generosità e Migg prende gradualmente il controllo dell'intera vita di Tom. Nel cast appaiono anche Gemma Arterton e Conleth Hill.

### Last Gasp
Jan (Sophie Thompson) e Graham (Steve Pemberton) chiedono alla casa di beneficenza per bambini Wishmaker di fare qualcosa di speciale per il nono compleanno della loro figlia, malata terminale. La casa di beneficenza invia la pop star Frankie J. Parsons (David Bedella), ma la festa prende una svolta triste quando Frankie muore di un aneurisma intracranico mentre soffia un palloncino.

### The Understudy
Tony, un attore di successo, si sta preparando per la messinscena del Macbeth di Shakespeare. Lo studente Jim ha sempre sognato di recitare e l'amica in comune Laura incoraggia Jim a candidarsi per la lavorazione che Tony sta preparando. L'episodio è scritto in cinque atti e si basa vagamente sulla trama del Macbeth.

### The Harrowing
Katie è assunta come guardiana per il palazzo gotico di Hector e Tabitha mentre questi parteciperanno a un importante evento. Il palazzo è completamente riempito da dipinti raffiguranti l'inferno ed è mantenuto a una temperatura sotto lo zero per via della grave malattia del fratello dei proprietari, Andras, che non può muoversi dalla propria stanza. Andras non può assolutamente essere disturbato.

## Stagione 2

### La Couchette
Nella cuccetta di un treno si intrecciano le vicende del dottor Maxwell (Shearsmith), diretto verso un colloquio di lavoro in Francia, il tedesco Jorg (Pemberton) con le sue flatulenze, i coniugi Kath (Julie Hesmondhalgh) e Les (Mark Benton), che vanno al matrimonio della loro figlia. A loro si unisce anche la viaggiatrice australiana Shona (Jessica Gunning) che si porta dietro l'arrogante Hugo (Jack Whitehall). Quella notte, i sei faranno un'agghiacciante scoperta.

### The 12 Days of Christine
Durante una festa di Capodanno, la giovane Christine (Sheridan Smith) incontra Adam (Tom Riley) e fanno l'amore. Dopo quell'incontro, la vita di Christine non è più la stessa: sembra infatti andare avanti e indietro nel tempo vedendo eventi passati e futuri e perseguitata dalla visione di un uomo sconosciuto (Shearsmith). La verità sarà più sorprendente di quanto si pensi.

### The Trial of Elizabeth Gadge
In un villaggio del sec. XVIII, la contadina Elizabeth Gadge (Ruth Sheen) viene accusata di stregoneria e sarà bruciata viva se ritenuta colpevole. Il magistrato sir Andrew Pike (David Warner) assume i rinomati cacciatori di streghe Warren (Shearsmith) e Clarke (Pemberton) per indagare, vedendo nel processo un mezzuccio per far guadagnare popolarità al villaggio. Nel cast anche Jim Howick.

### Cold Comfort
Andy (Pemberton) inizia a lavorare in un call center di supporto per persone in crisi. Lavora sotto il suo manager George (Shearsmith), la pettegola Liz (Jane Horrocks) e la ligia Joanne (Nikki Amuka-Bird). La sua vita cambierà quando risponderà ad una chiamata da parte di una ragazza che vuole suicidarsi. L'episodio è stato girato con delle telecamere di sicurezza a circuito chiuso.

### Nana's Party
Angela (Claire Skinner) organizza una festa di compleanno per gli 80 anni della madre Maggie (Elsie Kelly), mentre Jim, marito di Angela (Pemberton), vuole giocare uno scherzo terribile a Pat (Shearsmith), marito di Carol, sorella alcolizzata di Angela (Lorraine Ashbourne). L'episodio si apre con un'automedica che arriva, dalla quale esce fuori un paramedico la cui vera identità si conoscerà solo alla fine dell'episodio.

### Séance Time
La giovane Tina (Sophie McShera) va a trovare una medium per una seduta spiritica. Dopo essere stata portata in una stanza di una villa in stile vittoriano dal misterioso "Hives" (Shearsmith), conosce Madam Talbot (Alison Steadman), una vecchia donna vestita di nero.

## Stagione 3

### The Devil of Christmas
Nel dicembre 1977, una famiglia inglese (Pemberton, Rula Lenska, Jessica Raine e George Bedford) decide di passare le vacanze di Natale in uno chalet in Austria. La loro guida locale (Shearsmith) ne approfitta per raccontare loro la storia di un demone natalizio che è solito prendersela con i bambini: il Krampus.
L'episodio in realtà è il making of dell'episodio natalizio di un'ipotetica sitcom. Durante la storia si sentono anche i commenti dl regista del film (Derek Jacobi).

### The Bill
Archie (Shearsmith), Malcolm (Pemberton) e Kevin (Jason Watkins) sono tre inglesi del nord che in Spagna incontrano un loro compatriota del sud, Craig (Philip Glenister) e vanno in un ristorante. Al momento del conto, si crea una forte discussione davanti ad una sbigottita cameriera (Ellie White), perché ognuno dei quattro vuole offrirsi per pagare tutto il conto.

### The Riddle of the Sphinx
Nina (Alexandra Roach), studentessa universitaria a Cambridge, entra di notte nell'ufficio del professor Nigel Suires (Pemberton), che pubblica indovinelli nel giornale studentesco The Sphinx. Squires vuole insegnare a Nina come risolvere gli indovinelli usando il puzzle del giorno dopo.

### Empty Orchestra
Greg (Shearsmith), Fran (Sarah Hadland), Connie (Tamzin Outhwaite), Janet (Emily Howlett) e Duane (Javone Prince) sono colleghi di lavoro che entrano in una sala per karaoke vestiti in modo stravagante per festeggiare la promozione di Roger, il loro manager (Pemberton). Man mano che eseguono le loro performances, si rivelano anche le vere intenzioni dei personaggi.

### Diddle Diddle Dumpling
David (Shearsmith), un padre con un oscuro segreto nel suo passato, un giorno mentre fa jogging trova una scarpa da uomo e vuole trovarne il proprietario. La sua ricerca di trasforma lentamente in ossessione al punto da rovinare la sua relazione con la moglie Louise (Keeley Hawes). Nel cast troviamo anche Mathew Baynton.

### Private View
Carrie (Morgana Robinson), Patricia (Felicity Kendal), Maurice (Shearsmith), Kenneth (Pemberton) e Jean (Fiona Shaw) vengono invitati ad una retrospettiva privata di una mostra d'arte. Vengono accolti dalla cameriera Bea (Montserrat Lombard), ma nessuno di loro sa per quale motivo è stato invitato.

## Stagione 4

### Zanzibar
Le vicende di svariati personaggi si intrecciano nelle stanze di questo albergo dove i dialoghi sono scritti seguendo la tecnica del pentametro giambico.

### Bernie Clifton's Dressing Room
Len (Pemberton) e Tom (Shearsmith) erano un duo comico famoso col nome di Cheese & Cracker. Col tempo però il duo si sciolse e i due intrapresero strade diverse. 30 anni dopo, si ritrovano in un vecchio teatro per tirare fuori nuove proposte e vecchi rancori.

### Once Removed
Spike (Nick Moran), che di mestiere fa il traslocatore, arriva per aiutare May (Monica Dolan) a cambiare casa, portandolo ad una serie di bizzarre circostanze che ci sarà dato sapere grazie alla tecnica della cronologia inversa.

### To Have And To Hold
Un fotografo di matrimoni (Pemberton) è così annoiato dal suo matrimonio che per distrarsi compone puzzles e si nutre di ramen precotti. Sua moglie invece vorrebbe ravvivare il loro matrimonio.

### And The Winner Is...
La giuria di un festival televisivo deve scegliere una tra le otto attrici candidate per il premio "Migliore Attrice". Ma la scelta è davvero ardua.

### Tempting Fate
Keith (Pemberton), Nick (Shearsmith) e Maz (Weruche Opia) sono appaltatori che ripuliscono la casa di un uomo morto che era anche un collezionista compulsivo. Quando aprono la cassaforte dell'uomo, la loro vita non sarà più la stessa.

## Stagione 5

### The Referee's a W***er
Un arbitro (David Morrissey) è al suo ultimo giorno di lavoro prima di andare in pensione. Non sarà però una partita tranquilla.

### Death Be Not Proud
Beattie (Jenna Coleman) e Sam (Kadiff Kirwan) si trasferiscono in un nuovo appartamento a prezzo stracciato, ma lì dentro succedono strane cose. A rivelarne l'origine sarà il precedente proprietario, un certo David Sowerbutts (Pemberton), che vi viveva con la madre Maureen (Shearsmith). L'episodio infatti è il seguito di ciò che successe agli ultimi due personaggi dopo le vicende di Psychoville, altra serie ideata dagli stessi Shearsmith e Pemberton.

### Love's Great Adventure
Trevor (Pemberton) e Julia (Debbie Rush) cercano di far sì che il Natale sia sempre speciale per la loro famiglia. Ma con i soldi che gradualmente se ne vanno, quest'anno sarà un po' più dura.

### Misdirection
Un mago di fama mondiale uccide un suo collega e viene intervistato per questo delitto da uno studente in giornalismo (Fionn Whitehead).

### Thinking Out Loud
Un vedovo che cerca di risposarsi (Phil Davis), una donna (Maxine Peake) che parla con la sua terapista (Sara Kestelman), un serial-killerstatunitense(Pemberton), una giovane celebrità di Internet, un malato terminale (Shearsmith) e una donna che soffre di cecità parlano davanti a una videocamera, ignorando che le loro vite presto si incroceranno.

### The Stakeout
Il collega dell'agente di polizia Thompson (Pemberton) venne pugnalato a morte un mese fa, ma l'arma del delitto non venne mai trovata. Il suo nuovo collega, l'agente Varney (Shearsmith) vuole delle risposte.

## Stagione 6

### Wuthering Heist
Pantalone (Paterson Joseph) è un ladro professionista che si veste come il personaggio della Commedia dell'Arte. Questa volta ha organizzato con altre persone un furto di diamanti, ignaro del fatto che gli altri membri vogliono fare il doppio gioco.

### Simon Says
La serie tv di ambientazione fantasy The Ninth Circle andava bene, ma è finita con un finale non troppo bello. Così Simon Smethurst (Shearsmith), un fan sfegatato, va a fare visita al suo creatore Spencer Maguire (Pemberton) per incoraggiarlo a scrivere un'altra serie.

### Lip Service
Felix Hughes (Pemberton) assume la spia Iris (Sian Clifford), esperta nella lettura delle labbra, per vedere sua moglie Brenda Doyle in un hotel del centro di Londra usando un binocolo. Ha infatti il sospetto che Brenda lo tradisca con Dmitri Novak, esponente anti-governativo del quale Brenda è la portavoce.

### Hurry Up And Wait
James è un attore (Shearsmith) che sta aspettando in un camper prima della sua scena. Interpreta infatti un poliziotto in una serie tv crime basata sulla vera sparizione di Ryan, un bimbo piccolo, da quell'area.

### How Do You Plead?
D. Webster (Derek Jacobi) è uno stimato avvocato prossimo alla morte. In un momento di lucidità, chiama il suo badante Bedford (Shearsmith) per rivelargli un segreto.

### Last Night Of The Proms
La famiglia di Dawn (Sarah Parish) e Mick (Pemberton) è riunita davanti allo spettacolo annuale dei Proms. Ma non tutti sembrano entusiasti di voler festeggiare patriotticamente.

## Stagione 7

### Merrily, Merrily
Tre amici si riuniscono per una gita in barca, ma si aggiungerà anche una quarta inaspettata persona. In questo episodio appare Mark Gatiss, il terzo membro della League Of Gentlemen.

### Mr. King
Un insegnante elementare (Shearsmith) comincia il suo nuovo lavoro in una scuola della campagna gallese, dove viene oscurato dal ricordo del precedente maestro, il signor King.

### Nine Lives Kat
Una detective con problemi di alcolismo (Sophie Okonedo) inizia a lavorare al caso di un ragazzino scomparso.

### Kid/Nap
Due strani uomini (Jason Isaacs e Daniel Mays) tentano di rapire una giovane ragazza (Daisy Haggard). Ma i piani non andranno proprio come avevano immaginato.

### A Random Act of Kindness
Una madre single (Jessica Hynes) inizia a riallacciare i rapporti col figlio adolescente (Noah Valentine) dopo l'arrivo improvviso di uno sconosciuto (Pemberton)

### Wise Owl
Ronnie (Shearsmith) ha passato tutta la sua vita a cercare di capire quale fosse la cosa giusta da fare, aiutandosi con i ricordi delle pubblicità pubbliche degli anni '70 in cui compariva il personaggio del Gufo Saggio (Ron Cook).

## Stagione 8

### The Bones of St Nicholas
Durante la Vigilia di Natale il dottor Parkway (Pemberton) ha prenotato una chiesa sconsacrata ed infestata. Una volta lì, scopre di non essere il solo ospite. Qual è il segreto che ha dentro? Nel cast ci sono anche Shobna Gulati e Simon Callow.

### Mother's Ruin
Harry ed Anne Blackwood erano due criminali dell'East End che si macchiarono di crimini orribili in vita. I loro figli (Shearsmith & Pemberton) cercano di scoprirli intrufolandosi in quella che era casa loro, ma vengono scoperti dagli attuali inquilini (Phil Daniels ed Anita Dobson).

### Paraskevidekatriaphobia
Gareth (Shearsmith) oggi non vuole proprio saperne di andare al lavoro, uscire o fare cose fuori casa. Il motivo? E' venerdì 13 e lui è altamente superstizioso. Ma la sfortuna, tramite alcuni personaggi (Pemberton, Samantha Spiro, Moyo Akandé), troverà il modo di giocargli qualche scherzetto.

### Love Is A Stranger
Vicky (Claire Rushbrook) conosce online l'uomo perfetto, quello che sarà il suo compagno di vita. Sarà così o diventerà la prossima vittima del Killer dei Cuori Solitari?

### 3 By 3
Nel gioco a premi 3 By 3 condotto da Lee Mack, tre trii si affronteranno per portare a casa il ghiotto premio. Ma c'è qualcosa di sinistro nella famiglia centrale, gli Oakwood
Curiosità: l'episodio era stato annunciato come "Hold On Tight!", doveva essere un'ipotetica serie tv, ma quando gli spettatori videro il gioco a premi pensarono che l'episodio era stato cancellato. Quando scoprirono che in realtà era tutto uno scherzo, ci fu una pioggia di critiche sui social media. Inoltre, questo è l'unico episodio in cui né Shearsmith né Pemberton appaiono.

### The Last Weekend
Chas (Shearsmith) e Joe (Pemberton) sono una coppia omosessuale che sta insieme da 9 anni. Ma adesso è giunto il momento di finirla. Chi dei due avrà il coraggio di fare il primo passo?

## Stagione 9

### Boo To A Goose
I passeggeri di un treno della metropolitana londinese hanno la brutta sorpresa di trovarsi all'interno di un tunnel quando il mezzo si rompe. Nell'attesa dei soccorsi, il semplice furto della borsetta di un'infermiera farà sì che i nervi inizino a cedere.

### The Trolley Problem
Blake (Pemberton) salva la vita di un uomo (Shearsmith) che sta per gettarsi da un ponte. Apparentemente, sembra che il suicida abbia solo bisogno di parlare con qualcuno. Ma sarà una scelta saggia quella di accoglierlo in casa di Blake? L'episodio prende il nome da un dilemma etico.

### Mulberry Close
Normalmente, gli abitanti della tranquilla Mulberry Close, strada della periferia inglese sono molto gentili con gli amici. Ma c'è qualcosa di strano nella nuova coppia formata da Damon (Shearsmith) e Val (Vinette Robinson). L'episodio è stato girato con una telecamera fissata al campanello della casa.

### ctrl, alt, esc
Jason (Pemberton) è un fanatico delle escape room e porta sua moglie Lynne (Katherine Kelly e le sue due figlie adolescenti ad un'escape room della loro cittadina, il Killer's Lair. Le due figlie non sono entusiaste, ma stravedono per il loro papà e accettano il fatto che gli piaccia risolvere enigmi e indovinelli. Riusciranno a risolverli tutti prima che il tempo finisca?

### Curse Of The Ninth
Nell'Inghilterra vittoriana, un talentuoso accordatore (Shearsmith) deve vedersela con il potere di una maledizione gettata secoli fa dai precedenti abitanti di una grande casa di campagna. Nel cast anche Eddie Marsan.

### Plodding On
Ormai agli sgoccioli, Shearsmith e Pemberton devono decidere cosa fare della loro vita artistica: il primo vorrebbe continuare la carriera in coppia, ma il secondo vuole scindere il gruppo. Il destino dei due si deciderà nel mezzo di un ipotetico film che racchiude tutti gli episodi trasmessi finora, con tutti gli attori secondari presenti in ogni episodio (da David Morrissey a Fiona Shaw, da Tim Key a Rory Kinnear e molti altri ancora). 

## Episodio interattivo:The Inventors
Per accompagnare la prima stagione, la BBC ha distribuito online un settimo episodio interattivo.
L'episodio ha una trama a sé stante, scritta da Ed Hime e rappresenta la difficoltà di Andy (Tom Verall) e Dennis (Dan Renton Skinner) nel riprendersi dalla perdita della loro madre avvenuta in una grande tempesta nel 1987. Ora, con i genitori entrambi morti, Dennis si rende conto che è il momento di vendere la casa ma Andy ha un'idea migliore: un'invenzione che potrebbe anche salvare il loro anniversario.
La storia è raccontata in un formato digitale unico, sostituendo il video lineare con una serie di fotografie cinematografiche, dette cinemagrafie, con il dialogo. Ogni cinemagrafia cattura un singolo momento dell'avventura di Andy e Dennis attraverso un fermo immagine. Il pubblico può, quando preferisce, procedere con le vicende narrative semplicemente facendo clic dal proprio dispositivo.
Il produttore della BBC Jon Aird disse al riguardo: "Volevamo esplorare nuovi modi di raccontare storie in digitale per Inside No. 9, e l'uso di cinemagrafie ci ha permesso di farlo in un modo molto interessante. Le cinemagrafie sono una versione moderna delle GIF animate e le loro animazioni ripetute hanno una qualità misteriosa, che le rende particolarmente perfette per lo spettacolo e per la storia di 'The Inventors'... ma dovrete guardare l'episodio per scoprire il perché".
Adrian Woolard della BBC Connected Studio spiegò: "Connected Studio è un approccio per sostenere lo sviluppo di nuove e originali forme di narrazione digitale. Siamo rimasti particolarmente entusiasti di riunire alcuni tra i migliori talenti nel settore digitale e creativo con l'eccezionale team di produzione di Inside No. 9. Il risultato finale è un eccellente esempio del nostro approccio aperto e rapido per sviluppare idee in collaborazione con la più ampia industria e la competenza della BBC".
Adam Tandy, che ha anche curato gli episodi televisivi, aggiunse: "È davvero bello essere in grado di sostenere la ricerca dello Studio Connected per i nuovi modi di raccontare storie, e aggiungerla ai mondi inquietanti di Inside No. 9".